# 埃沙朗
埃沙朗（法語：Échallens）是瑞士联邦西部法语区的沃州下设的一个镇。在行政上属于沃州格罗区管辖。埃沙朗的总面积为6.66平方公里。截至2010年底，总人口为5,189。

## 地理
塔朗河（le Talent）从埃沙朗境内穿过。

## 名人
- 米歇尔·麦耶